# Брака
Бра̀ка (на италиански и на ломбардски: Bracca) е село и община в Северна Италия, провинция Бергамо, регион Ломбардия. Разположено е на 720 m надморска височина. Населението на общината е 698 души (към 2018 г.).